# SN 1998G
SN 1998G – supernowa typu II odkryta 23 stycznia 1998 roku w galaktyce A080337+0610. W momencie odkrycia miała maksymalną jasność 22,80m.